# ザ・ぷー
ザ・ぷー（The Puh）とは、2010年に結成した音楽ユニットである。自称、国際的怪電波ユニット。

## 経歴
2010年に街角マチオと街角マチコにより結成。2013年にアルバム「ぷりぷり」をリリース。
2017年、「ザ・プーチンズ」から「ザ・ぷー」に改名。

## メンバー
- 街角マチオ - ギター担当。
- 街角マチコ - テルミン担当。
- 川島さる太郎 - サルのパペット。
- SONE太郎 - プロデューサー。

## ディスコグラフィー

### アルバム
- 「ぷりぷり」（2013年6月19日） ※ザ・プーチンズ名義
- 「ナニコレ」（2015年11月25日） ※ザ・プーチンズ名義
- 「コレナニ」（2019年6月23日）

### シングル
- 「ぐるぐる」（2016年8月3日） ※ザ・プーチンズ名義。DVD「怪電波放送局」とのセット

### 映像作品
- 「川島さる太郎の笑っていいとも」（2015年9月1日） ※ザ・プーチンズ名義
- 「川島さる太郎のおやつ革命」（2015年9月1日） ※ザ・プーチンズ名義
- 「ザ・プーチンズ「ぷ」〜ワンマンLIVE ぷ寺＆ぷ道館DVD〜」（2017年7月26日） ※ザ・プーチンズ名義